# Анастасия Слуцкая (фильм)
«Анастасия Слуцкая», в некоторых изданиях называется «Княгиня Слуцкая» (белор. Анастасія Слуцкая) — драма, исторический художественный фильм 2003 года киностудии «Беларусьфильм».

## Сюжет
Действие происходит в начале XVI века. Богатые белорусские земли, входящие в состав Великого княжества Литовского, находящиеся на пересечении торговых путей, подвергаются нападениям татар. Быстрыми набегами крымская конница достигает все без исключения белорусские города. Завоеватели берут штурмом крепости, грабят, угоняют население в рабство, оставляя после себя пепелища.
На пути войска крымских татар, среди немногих, кто ещё не побежден, встают храбрая дружина и отважные жители города Слуцка, оборону которого после гибели мужа князя Семёна Олельковича (1505 год) возглавила княгиня Анастасия Слуцкая.

## В ролях
| Актёр                     | Роль                                                       |
| ------------------------- | ---------------------------------------------------------- |
| Светлана Зеленковская     | княгиня Анастасия Слуцкая (роль озвучила Любовь Германова) |
| Геннадий Давыдько         | Князь Семён Олелькович                                     |
| Анатолий Кот              | Князь Владимир Друцкий                                     |
| Фуркат Файзиев            | Хан Батыр-Гирей                                            |
| Сергей Глушко (Тарзан)    | Будимир                                                    |
| Николай Кириченко         | Ходасевич                                                  |
| Вячеслав Солодилов        | боярин Корецкий                                            |
| Юозас Будрайтис           | Фердинанд                                                  |
| Виталий Редько            | Арслан                                                     |
| Фархот Абдуллаев          |                                                            |
| Александр Песков          | Михаил Глинский (роль озвучил другой актёр)                |
| Пётр Юрченков-старший     |                                                            |
| Александр Ткаченок        |                                                            |
| Ирина Нарбекова           | Софья                                                      |
| Ольга Водчиц              | Ева                                                        |
| Иван Мацкевич             | Тимур                                                      |
| Саид Дашук-Нигматулин     | брат Баты-Гирея                                            |
| Евгения Жукович (Петрова) | Няня                                                       |
| Александр Беспалый        |                                                            |

## Награды
- Лауреат Международного кинофестиваля исторических фильмов «Вече» (г. Великий Новгород, Россия, август 2003 года): Диплом жюри и Приз «Вера» кинокартине «Анастасия Слуцкая» «За яркое воплощение исторических событий»
- Лауреат 6-го Международного кинофестиваля «Бригантина» (г. Бердянск, Украина) сентябрь 2003 года:
  - Диплом и Приз жюри в номинации «Лучший фильм» режиссёру Юрию Елхову
  - Приз жюри в номинации «Лучшая мужская роль второго плана» Анатолию Коту
  - Приз жюри в номинации «Лучший дебют» Светлане Зеленковской
- Гран-при «Бронза „Листопада“» художественному фильму «Анастасия Слуцкая» (режиссёр Юрий Елхов)
- Лауреат 37 Всемирного Международного Хьюстонского кинофестиваля (г. Хьюстон, Техас, США, апрель 2004 года): Платиновый приз фестиваля и диплом в категории «Приключенческий фильм» фильму «Анастасия Слуцкая» (режиссёр Юрий Елхов)
- Лауреат Государственной премии Федерации белорусских профсоюзов за 2005 год в области литературы, искусства и кинематографии: Медаль и Диплом лауреата
- Лауреат Международного кинофестиваля в Ханчжоу (Китай, октябрь 2006 года): Приз «Хрустальная медуза» фильму «Анастасия Слуцкая», участнику конкурсной программы кинофестиваля